# Podsadki (wieś)
Podsadki – wieś na Ukrainie w rrejonie lwowskim (wcześniej w rejonie pustomyckim) należącym do obwodu lwowskiego.